# 沙库尔·史蒂文森
沙库尔·史蒂文森（英語：Shakur Stevenson，1997年6月28日—）生于新泽西州纽华克，是一名美国男子拳击运动员。他是家里九个孩子中年龄最大的，他在五岁时在外祖父的介绍下开始接触拳击。他在业余时代曾参加2014年南京青奥和2016年里约奥运，其中2014年青奥会获得金牌，2016年奥运会获得银牌。2017年2月，他正式宣布将成为职业选手。史蒂文森与歌手Michelle Ragston交往，两人在2021年生下一女，并在2022年订婚。